# 清閑寺経房

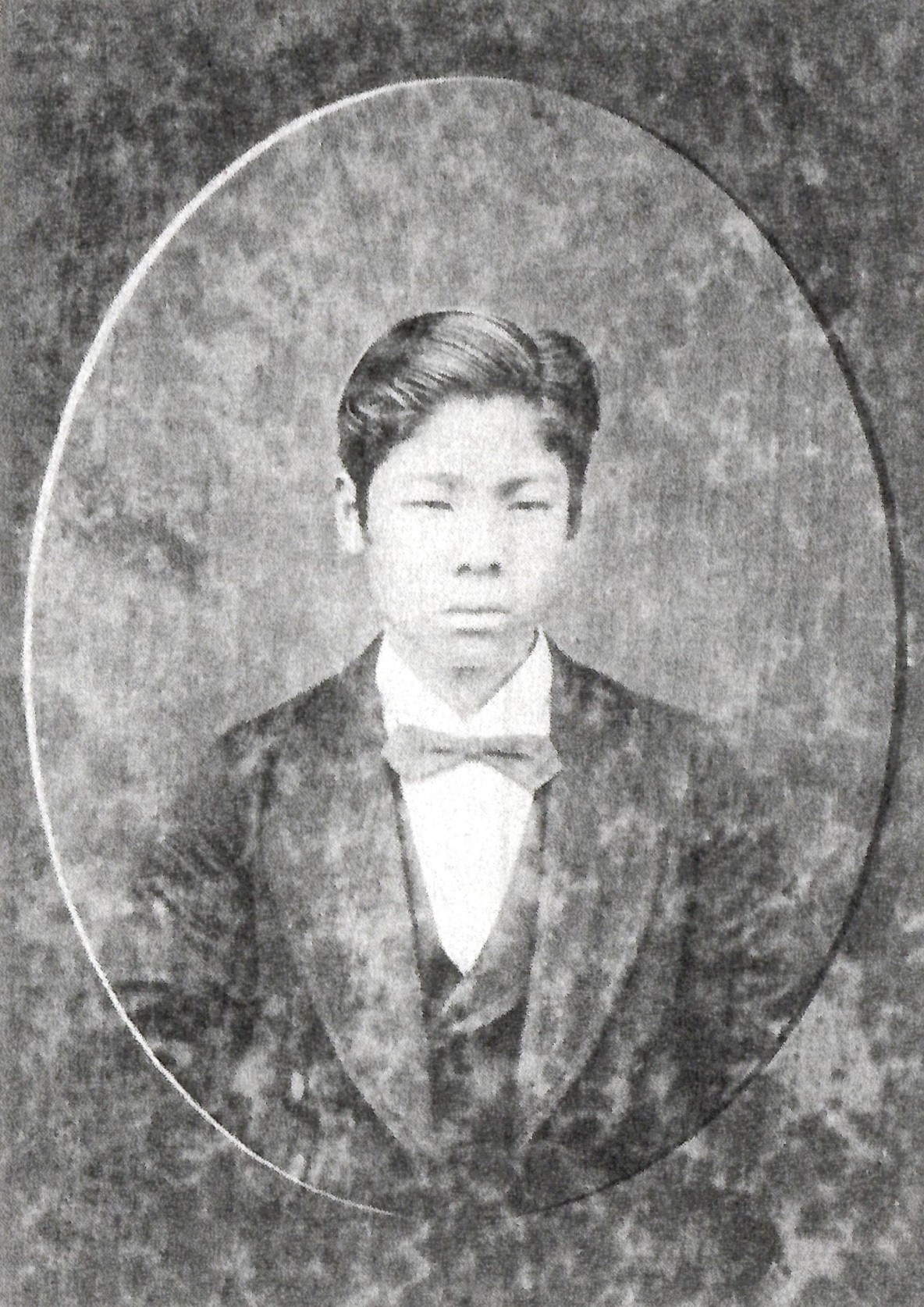
清閑寺経房

清閑寺 経房（旧字体：淸閑寺經房󠄁、せいかんじ つねふさ、1865年2月7日（慶応元年1月12日）- 1952年（昭和27年）12月10日）は、明治から昭和前期の政治家、華族。貴族院伯爵議員。

## 経歴
山城国京都で侍従・清閑寺盛房の長男として生まれる。父の死去に伴い、1892年（明治25年）5月21日、伯爵を襲爵した。 
1908年（明治41年）6月20日、貴族院伯爵議員補欠選挙で当選し、1918年（大正7年）7月9日まで2期在任した。1937年（昭和12年）12月23日に隠居した。
その他、松田製作所監査役、泉商店監査役、宝商事監査役などを務めた。

## 親族
- 母 家女房（石原半兵衛娘）[4]
- 妻 清閑寺修子（ながこ、壬生基修二女）[1]
- 養子 清閑寺良貞（貴族院伯爵議員、吉田良義二男）[1]
- 長女 清閑寺歌子（良貞夫人）[1]
- 二女 鷲尾よね（鷲尾隆信夫人）[1]
- 三女 有馬万寿子（ますこ、有馬市蔵夫人）[1]

## 栄典
- 1940年（昭和15年）8月15日 - 紀元二千六百年祝典記念章[9]